# Rusty Cage
"Rusty Cage" é uma canção gravada pela banda grunge de Seattle Soundgarden. Aparece como a faixa que abre o álbum de 1991 da banda, Badmotorfinger. A canção se tornou um sucesso instantâneo e foi lançada como single em diversos formatos em 1991 e 1992. Apareceria mais tarde também no álbum greatest hits da banda A-Sides.
Nos anos 2000, foi regravada por Johnny Cash.
A música também está presente no jogo eletrônico Grand Theft Auto: San Andreas, como uma das músicas da Radio X e também nos jogos Burnout Paradise, Call of Duty: Black Ops II e o clássico jogo de corrida de motos Road Rash como trilha sonora. Também esteve presente no trailer do jogo Prey 2.